# Gabbaru
Gabbaru (vagy Gabbar) Szamal első ismert nevű királya. Egyetlen forrásból, Kilamuva sztéléjéről ismert a neve. Uralkodásáról Kilamuva mindössze annyit jegyez meg, hogy „nem ért el semmit”, a szövegkörnyezetből valószínűsíthető, hogy a Danunával szemben fennálló vazallusi viszony felszámolása tekintetében nem ért el semmit. Szerepe mégis jelentős lehetett, mert előfordul, hogy Szamalt Bít-Gabbaru, azaz Gabbar-háza néven említik a források.
A sztélé felirata alapján Kilamuvától három generáció távolság választja el, ezért csak több évtizedes pontatlansággal lehet elhelyezni az abszolút időskálán, valamikor az i. e. 9. század elején uralkodhatott, de az i. e. 930-tól i. e. 860-ig bármilyen dátum szóba jöhet. Más egykorú forrás nem említi a nevét. Valószínűleg a danunaiak által uralt Szamal első kormányzója volt, aki esetleg megpróbált függetlenedni, de nem járt sikerrel. Az is lehet, hogy Kilamuva a saját céljait vetíti vissza anakronisztikusan a korábbi időkre, és szó sem volt lázadásról.
Gabbar utódja, Bamah ismeretlen kapcsolatban állt vele.